# 神威 (プロレスラー)
神威（かむい、1981年6月17日 - ）は、日本の男性覆面レスラー。兵庫県西宮市出身。血液型AB型。プロレスリングFREEDOMS所属。

## 経歴
元々はリングネームダンカン椹木として学生プロレス団体、KWA（KANSAI UNIV. PRO-WRESTLING ALLIANCE：関西大学プロレス連合）に所属していた。666の忍とはその頃からの知り合いである。
2004年5月にWMFに入門し、2005年4月3日本川越ペペホール・アトラス大会における、対GOEMON戦でデビュー。IWA・JAPANやプロレスリングガロガのリングにも上がっている。2008年8月31日、WMF解散に伴いフリーとなる。
アパッチプロレス軍の参戦以降、WMF時代のマンモス佐々木から入団テストを兼ねた試合を敢行するも惨敗により入団はできなかったがフリー参戦し、アパッチプロレス軍活動休止後は、佐々木貴が立ち上げたFREEDOMSに入団する。
2009年12月25日に新木場1stRingでのMASADA戦で自家用車をリング際まで運転してハードコアアイテムとして使用し、この試合からハードコアファイターとしてデスマッチだけでなくストリートファイトにもこだわりを見せるようになった。
2014年は3月に肘の手術のため2ヶ月間欠場し5月に復帰する。しかし8月10日のデスマッチトーナメント1回戦「立体足場with有刺鉄線ボードデスマッチ」で、足場の最上段で竹田誠志の膝蹴りを受けてリングサイド側に落下し、背中から落ちたため試合はレフェリーストップとなり直ちに病院へ救急搬送された。診断は腰椎破裂骨折の重傷であったが神経に損傷はなかったため、再び2ヶ月間の欠場で10月に復帰している。
2016年4月には試合中に腕を骨折したため、以降長期欠場中。2017年7月に復帰。
2020年8月31日にUWA世界ジュニアヘビー級王座に挑戦し、進祐哉からファイヤーバードスプラッシュを決めて３カウント。第36代王者となる。
2022年11月16日、後楽園ホール大会で行われた初代KFCジュニア王座決定トーナメントに優勝し初代王者になった。

## タイトル歴
- KING of FREEDOM WORLD TAG王座
- KING of FREEDOM WORLD JUNIOR HEAVY WEIGHT王座
- WEWハードコアタッグ王座
- UWA世界ジュニアヘビー級王座

## 得意技
- ムーンサルトプレス
- ファイヤーバードスプラッシュ
- スワントーンボム
- オーバーヘッドキック
- 神威クラッチ

## 入場曲
- WMFのテーマ